# Claudius Drusus
Tiberius Claudius Drusus (latin classique: CLAVDIVS • DRVSVS ou CLAVDIVS • DRVSVS • CLAVDII • FILIVS) est le fils aîné du futur empereur romain Claude et de sa première femme Plautia Urgulanilla. Il avait une sœur cadette, Claudia, dont la paternité a été récusée par Claude.

## Biographie
Né avant que son père ne devienne empereur, Claudius Drusus est fiancé à une fille de Séjan, qui cherche à se rapprocher de la famille impériale. Toutefois, un mariage n'est pas encore possible, les deux promis n'ayant pas l'âge légal. Le décès prématuré de Claudius Drusus met fin au projet de Séjan :  par jeu, Drusus jeta une poire en l'air pour la rattraper dans sa bouche mais cette dernière provoqua son étouffement. Certains soupçonnèrent un crime de Séjan, rumeur à laquelle Suétone déclare ne pas croire.